# مارك ريتشاردز (لاعب كريكت)
مارك ريتشاردز (9 أبريل 1974 في المملكة المتحدة - )  (بالإنجليزية: Mark Richards)‏ هو لاعب كريكت بريطاني. لعب مع Devon County Cricket Club ‏.

## وصلات خارجية
- مارك ريتشاردز على موقع إي آس بي آن كريك إنفو (الإنجليزية)